# Petar Konjović
Petar Konjović (5 mai 1883 — 1er octobre 1970) est un compositeur serbe.

## Biographie
Il nait à Čurug (Bačka). Alors étudiant en pédagogie à Sombor, Konjović se forme seul à la composition et à la direction d'orchestre. Il termine sa formation au conservatoire de Prague en 1906. En 1907, il part à Belgrade invité par Stevan Stojanović Mokranjac pour enseigner la composition à l'Académie de musique de Belgrade. Il est un fervent partenaire de la création de la Yougoslavie. Il a été le directeur de plusieurs institutions culturelles : responsable du théâtre national serbe de Novi Sad, directeur de l'opéra de Zagreb et responsable du théâtre national croate d'Osijek. Il a également été recteur de l'Académie de musique de Belgrade, membre de l'Académie serbe des sciences et des arts (SANU) et fondateur de l'institut de Musicologie du  SANU.

## Œuvres
Konjović est le plus important représentant du nationalisme du modernisme serbe dans la musique. Ses œuvres les plus notables sont ses opéras. La période entre-deux-guerres mondiales a été définie par Konjović qui a introduit plusieurs genres dans la musique serbe.

### Opéras
- Vilin veo connu aussi sous le nom de Ženidba Miloša Obilića (Le mariage de Miloš Obilić) 1917,
- Knez od Zete (Le prince de Zeta), un drame réaliste basé sur la pièce Maxim Crnojević du poète serbe Laza Kostić (1841–1910) basée elle-même sur le poème populaire Le mariage de Maxim Crnojević. Opera crée à Belgrade, 1929, dirigé par Lovro von Matačić[3].
- Koštana 1931, opéra réaliste
- Seljaci (Peasants) 1951, opéra comique
- Otadžbina (Fatherland) 1960. opéra dans le style d'oratorio

### Recueil de chants
- The Lyric 1902–1922
- My Country 100 chansons populaires. 1905–25

## Sélection d'enregistrements
- Chants de 'My Country' Mila Vilotijevič, Francesca Giovannelli. Chandos 1999.

## Source
- (en) Cet article est partiellement ou en totalité issu de l’article de Wikipédia en anglais intitulé « Petar Konjović » (voir la liste des auteurs).